# Bianor
Bianor là một chi nhện trong họ Salticidae.